# Bloque Yulia Timoshenko
El Bloque Yulia Timoshenko (en ucraniano, Блок Юлії Тимошенко, БЮТ; Blok Yúliya Tymoshenko, BYuT) es uno de los partidos políticos de Ucrania que lidera la antigua primera ministra Yulia Timoshenko.
- Datos: Q383371
- Multimedia: Yulia Tymoshenko Bloc / Q383371